# Ernemont-sur-Buchy
Ernemont-sur-Buchy és un municipi francès situat al departament del Sena Marítim i a la regió de Normandia. L'any 2007 tenia 197 habitants.

## Demografia

### Població
El 2007 la població de fet d'Ernemont-sur-Buchy era de 197 persones. Hi havia 74 famílies de les quals 12 eren unipersonals (12 dones vivint soles i 12 dones vivint soles), 29 parelles sense fills i 33 parelles amb fills.
La població ha evolucionat segons el següent gràfic:
Habitants censats

### Habitatges
El 2007 hi havia 88 habitatges, 80 eren l'habitatge principal de la família, 5 eren segones residències i 3 estaven desocupats. 82 eren cases i 6 eren apartaments. Dels 80 habitatges principals, 63 estaven ocupats pels seus propietaris, 15 estaven llogats i ocupats pels llogaters i 1 estava cedit a títol gratuït; 8 tenien dues cambres, 12 en tenien tres, 27 en tenien quatre i 33 en tenien cinc o més. 63 habitatges disposaven pel capbaix d'una plaça de pàrquing. A 41 habitatges hi havia un automòbil i a 36 n'hi havia dos o més.

### Piràmide de població
La piràmide de població per edats i sexe el 2009 era:
| Homes | Edats   | Dones |
| ----- | ------- | ----- |
| 0     | 95 o +  | 0     |
| 0     | 90 a 94 | 0     |
| 0     | 85 a 89 | 0     |
| 0     | 80 a 84 | 0     |
| 4     | 75 a 79 | 0     |
| 0     | 70 a 74 | 4     |
| 4     | 65 a 69 | 0     |
| 8     | 60 a 64 | 4     |
| 8     | 55 a 59 | 0     |
| 16    | 50 a 54 | 20    |
| 0     | 45 a 49 | 8     |
| 0     | 40 a 44 | 4     |
| 8     | 35 a 39 | 0     |
| 0     | 30 a 34 | 12    |
| 24    | 25 a 29 | 20    |
| 0     | 20 a 24 | 4     |
| 0     | 15 a 19 | 0     |
| 0     | 10 a 14 | 4     |
| 8     | 5 a 9   | 4     |
| 4     | 0 a 4   | 8     |

## Economia
El 2007 la població en edat de treballar era de 131 persones, 99 eren actives i 32 eren inactives. De les 99 persones actives 94 estaven ocupades (47 homes i 47 dones) i 5 estaven aturades (5 dones i 5 dones). De les 32 persones inactives 14 estaven jubilades, 13 estaven estudiant i 5 estaven classificades com a «altres inactius».

### Ingressos
El 2009 a Ernemont-sur-Buchy hi havia 94 unitats fiscals que integraven 243,5 persones, la mediana anual d'ingressos fiscals per persona era de 19.364 €.

### Activitats econòmiques
Dels 8 establiments que hi havia el 2007, 2 eren d'empreses de construcció, 1 d'una empresa de comerç i reparació d'automòbils, 1 d'una empresa de transport, 1 d'una empresa de serveis, 1 d'una entitat de l'administració pública i 2 d'empreses classificades com a «altres activitats de serveis».
Dels 2 establiments de servei als particulars que hi havia el 2009, 1 era un guixaire pintor i 1 lampisteria.
L'any 2000 a Ernemont-sur-Buchy hi havia 7 explotacions agrícoles.

## Equipaments sanitaris i escolars
El 2009 hi havia una escola elemental integrada dins d'un grup escolar amb les comunes properes formant una escola dispersa.

## Poblacions més properes
El següent diagrama mostra les poblacions més properes.